# تنا (سری‌لانکا)
تنا (به لاتین: Tenna) یک منطقهٔ مسکونی در سری‌لانکا است که در استان مرکزی (سری‌لانکا) واقع شده‌است.